# Tao Yujia
Tao Yujia (née le 16 février 1987 à Jiujiang) est une athlète chinoise, spécialiste du sprint.

## Palmarès
| Date | Compétition                  | Lieu      | Résultat | Épreuve   | Temps         |
| ---- | ---------------------------- | --------- | -------- | --------- | ------------- |
| 2007 | Universiade                  | Bangkok   | 5e       | 100 m     | 11 s 70       |
| 2007 | Universiade                  | Bangkok   | 7e       | 4 × 100 m | 45 s 77       |
| 2009 | Championnats d'Asie          | Canton    | 4e       | 100 m     | 11 s 63       |
| 2009 | Jeux de l'Asie de l'Est      | Hong Kong | 1re      | 100 m     | 11 s 70       |
| 2009 | Jeux de l'Asie de l'Est      | Hong Kong | 1re      | 4 × 100 m | 44 s 69       |
| 2010 | Jeux asiatiques              | Canton    | 5e       | 100 m     | 11 s 63       |
| 2010 | Jeux asiatiques              | Canton    | 2e       | 4 × 100 m | 44 s 22       |
| 2011 | Championnats d'Asie          | Kōbe      | 3e       | 100 m     | 11 s 74       |
| 2011 | Championnats d'Asie          | Kōbe      | 2e       | 4 × 100 m | 44 s 23       |
| 2012 | Championnats d'Asie en salle | Hangzhou  | 2e       | 60 m      | 7 s 40        |
| 2013 | Championnats d'Asie          | Pune      | 3e       | 100 m     | 11 s 63       |
| 2013 | Championnats d'Asie          | Pune      | 1re      | 4 × 100 m | 44 s 01       |
| 2013 | Jeux de l'Asie de l'Est      | Tianjin   | 2e       | 100 m     | 11 s 72       |
| 2013 | Jeux de l'Asie de l'Est      | Tianjin   | 1re      | 4 × 100 m | 43 s 66       |
| 2014 | Championnats d'Asie en salle | Hangzhou  | 1re      | 60 m      | 7 s 36        |
| 2014 | Jeux asiatiques              | Incheon   | 1re      | 4 × 100 m | 42 s 83       |
| 2015 | Championnats d'Asie          | Wuhan     | 1re      | 4 x 100   | 43 s 10       |
| 2017 | Relais mondiaux de l'IAAF    | Nassau    | 3e       | 4 x 100 m | 43 s 11       |
| 2017 | Relais mondiaux de l'IAAF    | Nassau    | 8e       | 4 × 200 m | 1 min 37 s 60 |

## Records
| Épreuve              | Performance | Lieu     | Date            |
| -------------------- | ----------- | -------- | --------------- |
| 60 mètres (en salle) | 7 s 27      | Shanghai | 26 janvier 2008 |
| 100 mètres           | 11 s 37     | Nanchang | 16 juillet 2011 |